# Caproni CH.1
Caproni CH.1 là một loại máy bay tiêm kích hai tầng cánh của Ý, chế tạo năm 1935.

## Tính năng kỹ chiến thuật (CH.1)
Dữ liệu lấy từ  p. 108.
Đặc tính tổng quan
- Kíp lái: 1
- Chiều dài: 7,19 m (23 ft 7 in)
- Sải cánh: 8,60 m (28 ft 3 in)
- Chiều cao: 2,90 m (9 ft 6 in)
- Diện tích cánh: 19,00 m2 (204,5 foot vuông)
- Trọng lượng rỗng: 1.400 kg (3.086 lb)
- Trọng lượng có tải: 2.000 kg (4.409 lb)
- Động cơ: 1 × Piaggio P.IX R.C.40 , 417 kW (559 hp)
- Cánh quạt: 3-lá

Hiệu suất bay
- Tầm bay: 1.000 km (621 mi; 540 nmi)

Vũ khí trang bị

- Súng: 2 × súng máy Breda-SAFAT 7,7 mm (.303 in)